# Refugio Barragán de Toscano
María Refugio Barragán de Toscano (Tonila, Jalisco 28 de febrer de 1843 - Ciutat de Mèxic 22 d'octubre de 1916) va ser una mestra, escriptora i dramaturga mexicana. És reconeguda com a la primera dona en escriure novel·les al país.

## Biografia
Va nàixer al si d'una família de classe treballadora, filla de Maria Francisca Carillo Aguilar i Antonio Barragán Sánchez, que era comerciant i esporàdicament escrivà. A causa de la primerenca mort dels seus dos germans es va convertir en filla única. A la recerca de millors oportunitats econòmiques, la família es va traslladar a diversos pobles: Jilotlán de los Dolores, Los Reyes, Tamazula, Sayula, Autlán i Zapotlán el Grande (avui Ciudad Guzmán).
Refugio acabar la seva instrucció primària als catorze anys, assistint a escoles públiques en els pobles a on els seus pares es mudaven. Va ingressar a l'Escola Normal para Señoritas de Colima, sota la tutela de la docent Rafaela Suárez, el 1863 on va cursar estudis normals i va assistir a classes de pedagogia, càlcul, gramàtica castellana, cosmografia, història, urbanitat, religió, moralitat i altres branques rellevants de l'ensenyament. Durant aquesta etapa, va publicar els seus primers poemes al diari La Aurora del Progreso.
En 1865, va acabar els seus estudis i obtenir el títol de mestra, i en 1867, ella i els seus pares van deixar Colima per traslladar-se a Zapotlán el Grande on va treballar com a mestra en una escola femenina. En aquesta mateixa ciutat, va establir i va dirigir una escola d'ensenyament infantil particular.
En 1869 es va casar amb el professor Esteban Toscano Arreola. Tots dos es van mudar a Guadalajara, on van exercir la seva professió, ell va impartir classes al Col·legi Anglès i ella a la Societat Lancastariana.
La parella va tenir quatre fills dels que només van sobreviure Ricardo, geògraf i astrònom, i Salvador, pioner de cinema a Mèxic. El 1873 la seva obra de teatre, «Diadema de perlas, o los bastardos de Alfonso XI», es va presentar al Teatre Apolo de Guadalajara.
En 1879, després de deu anys de matrimoni, va morir el seu marit, així que va tornar a Zapotlán el Grande amb els seus fills i va seguir utilitzant el cognom de casada. Refugio haver de cuidar els seus dos fills, va ser l'escriptura el que la va mantenir ocupada i econòmicament fora de perill, davant la responsabilitat de la manutenció de la seva família. En aquesta ciutat, Barragán de Toscano va exercir el magisteri i la literatura, produint versos per l'Esglèsia Catòlica, així com altres que li permeteren guanyar més diners per al manteniment de la seva llar; brodava, teixia peces de ganxo, elaborava cistelletes de tela de ras i tallava objectes de fusta.
Al llarg dels següents anys, l'autora va publicar una sèrie d'obres en prosa i poemes de to religiós i moralitzant. També va viure a Guadalajara des de 1887 on, continuant la seva tasca magisterial i literària; va fundar i va dirigir, amb la col·laboració del seu pare Antonio, una revista titulada La Palmera del Valle. Impreso quincenal de carácter religioso, científico y literario (febrer 1888 - setembre 1889). En aquest imprès va publicar poemes de temes religiosos i familiars. També va col·laborar amb diversos diaris i revistes de l'època: La Aurora de Colima (1870-1880), El siglo diez y nueve (1870-1872), El hijo del Trabajo (1882), El Católico (1887), la Juventud Ilustrada (1894-1905) i La Enseñanza Objetiva (1890).
En 1890 Refugio es va traslladar a Ciutat de Mèxic per impartir classes a l'Escola de Pàrvuls annexa a l'Escola Normal de Professores. Quatre anys més tard va publicar una col·lecció de contes amb el nom de Luciérnagas: lecturas amenas para niños. Durant 1894 va col·laborar per a la revista Juventud Ilustrada. A principis de segle xx, es va incursionar en el camp de la cinematografia donant suport al seu fill Salvador a l'administració d'un cinema a Atlixco, Puebla de Zaragoza anomenat Cine Pathé. D'aquesta manera, va contribuir perquè el seu fill Salvador Toscano Barragán fos reconegut com a precursor de cinema mexicà. Va morir el 22 d'octubre de 1916 amb 73 anys, i està sepultada al «Panteón de Dolores», amb el seu fill Salvador.

## La hija del bandido o Los subterráneos del Nevado
La hija del bandido o Los subterráneos del Nevado va ser la segona novel·la de l'escriptora. És una novel·la romàntica, d'aventures i intriga.
La novel·la segueix els esforços de Maria Colombo, una jove de 15 anys, per combatre les maquinacions criminals del seu pare, un bandit, i, a través d'accions de valor, consideració i generositat, aconseguir assegurar-se una posició d'acceptació en la societat estratificada de l'Mèxic colonial de finals de segle xviii.
En la narrativa es descriu un Mèxic encara sota el colonialisme espanyol, ple de bandits que rondaven les zones rurals atacant a les diligències, segrestant dones i robant als indefensos. Vicente Colombo és un bandit típic, no obstant això té una filla a qui estima i a la que necessita acomodar en el si de la societat civil mexicana.
Com molts novel·listes nacionals de la seva època Barragán descriu la gran bellesa de la natura mexicana: les seves valls, muntanyes, flora i fauna. Però la particularitat d'aquesta novel·la de bandits, és que l'autora presenta una protagonista femenina, jove i activa, subjecte actuant del seu propi destí, que supera i rebutja la taca nefasta del seu pare per viure amb dignitat, introduint una visió femenina, tot i que fitada pel particular biaix religiós de l'autora.
La novel·la ha rebut múltiples reedicions des de la seva públicació per part de les autoritats municipals de Ciudad Guzmán.

## Obra
- La hija de Nazaret (1880)[15]
- Celajes de occidente (1880)[16]
- Libertinaje y virtud o El verdugo del hogar (1881)[17]
- Una boda en Tuxpan (1881)[18]
- Premio del bien y castigo del mal (1884)
- Cánticos y armonías sobre la Pasión (1883)
- La hija del bandido o Los subterráneos del Nevado (1887)
- Luciérnagas: lecturas amenas para niños (1905)[19]
- El gato (part de Luciérnagas)
- La diadema de perlas o Los bastardos de Alfonso XI (1873)[20]
- Niñas y mariposas (1894)
- Poesías (1921)
- Arpa infantil (1931)[21]
- Las cuatro estaciones (1933)[22]
- Diálogos, monólogos y comedías para niños (1933)